# The Daishi Bank

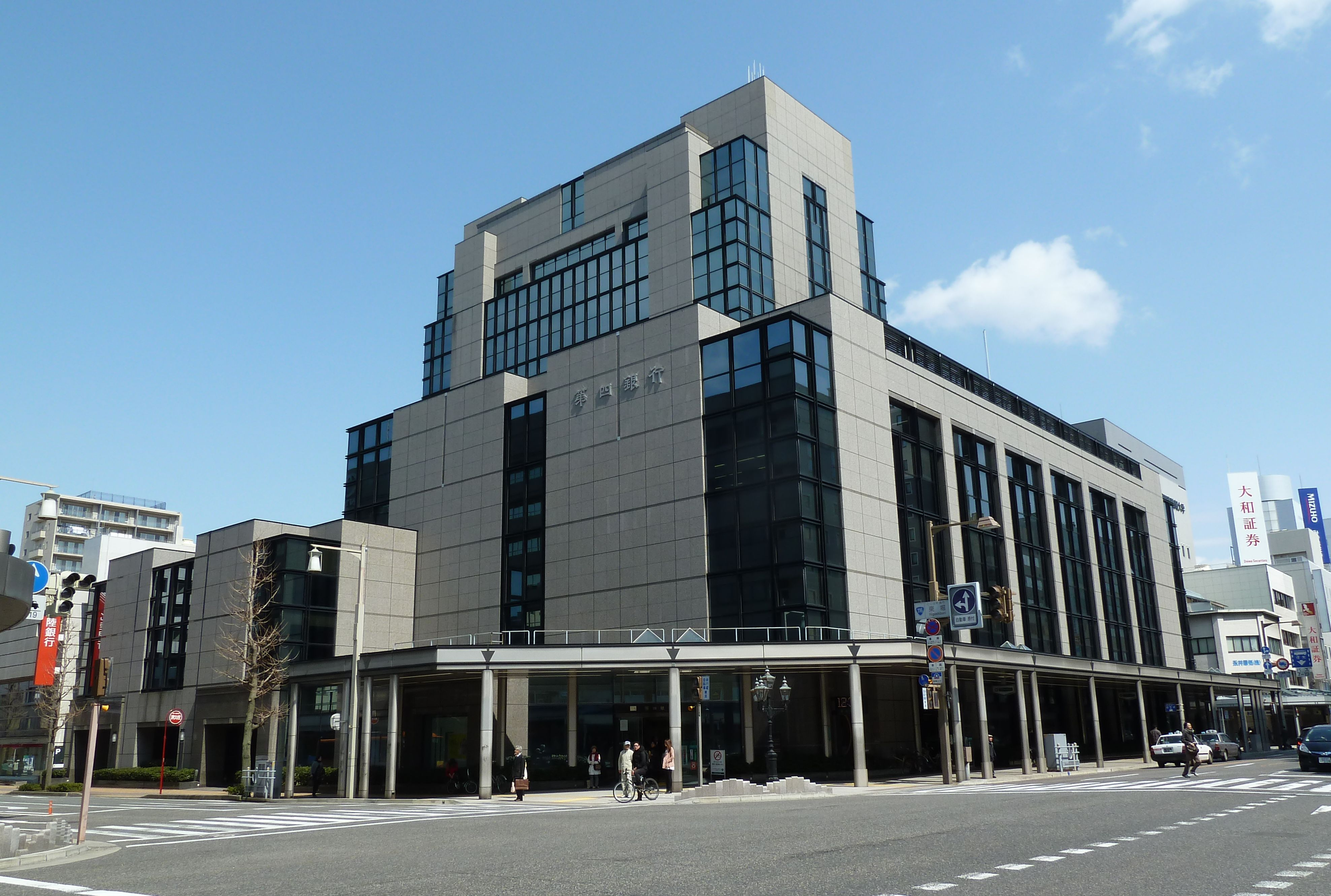
The Daishi Bank

The Daishi Bank é o mais antigo banco japonês fundado em 1873 e localizado na cidade de Niigata, Chuo, o distrito comercial de Tóquio.

## História
O fundador do banco, Shibusawa Eiichi, foi um importante industrialista japonês.

Em outubro de 2008, o Daishi Bank, em conjunto com o Chiba Bank e o Hokkoku Bank, contratou a IBM para construir um Sistema de Call Center comum para os três bancos.